# Kinrooi
Kinrooi (Limburgs: Kinder) is een plaats en gemeente in Belgisch-Limburg. Het is de meest noordoostelijke gemeente van België. De gemeente telt meer dan 12.000 inwoners.

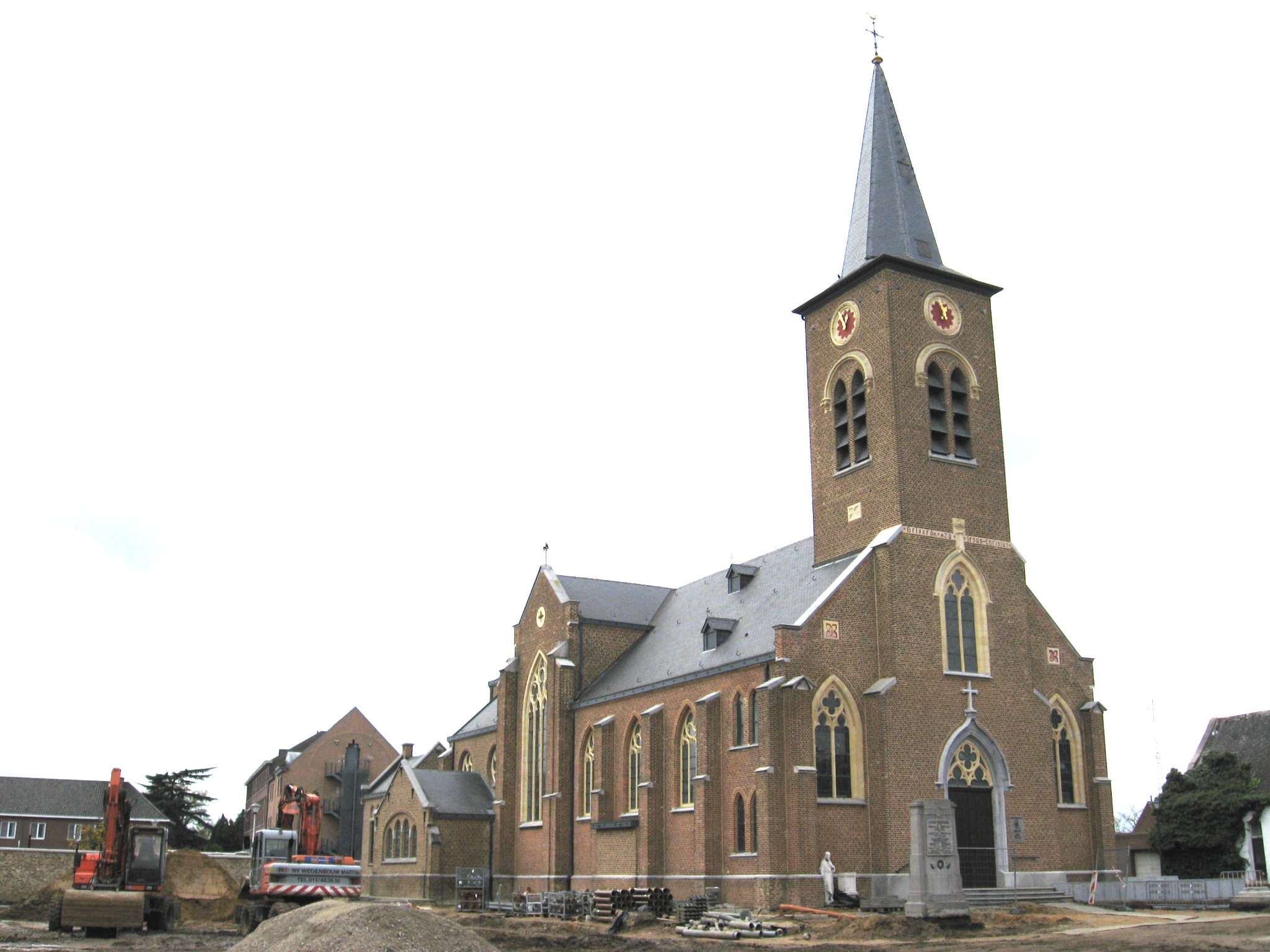
Sint-Martinuskerk

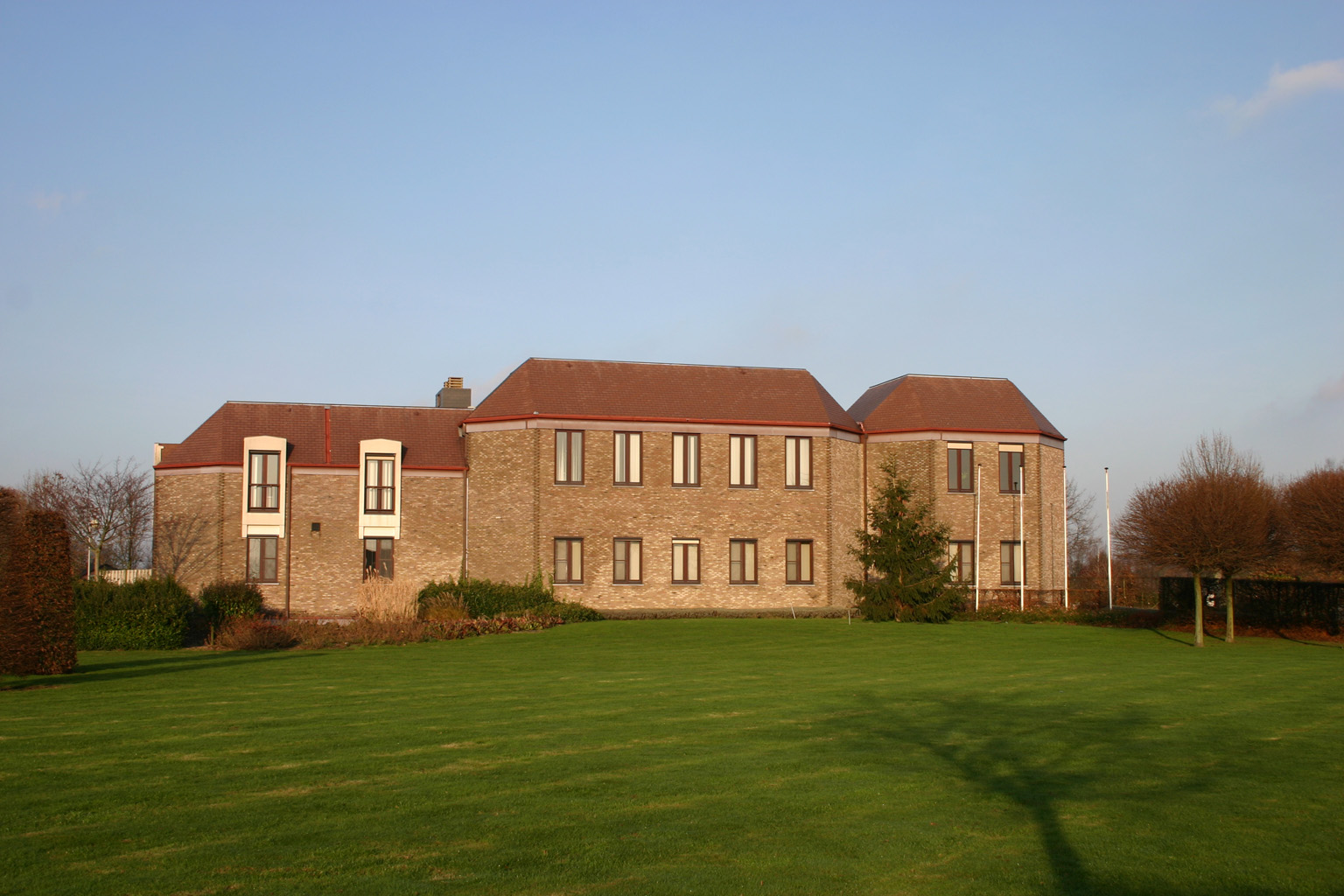
Gemeentehuis

## Etymologie
De oudste vermelding is Kynre (1345). Mogelijk was dit afgeleid van kin-rode oftewel "gerooid naaldbos". Op de munten die de vrijheren van de rijksheerlijkheid Kessenich sloegen, stond Kinre; "Kessenich" vermeden zij omdat het vaak ging om vervalste munten. Door epenthesis werd Kinre na verloop van tijd uitgesproken als Kindre, wat leidde tot de varianten Kinderen (op de Ferrariskaart) en Kinder (in het dialect). Brabantse cartografen zoals Jacob van Deventer noemden het echter steevast Kinroo, en daarom beschouwde men Kinroy, vanaf 1937 gespeld als "Kinrooi", als de niet-dialectische variant van Kinder(en).

## Geschiedenis
Het gebied was al bewoond in de prehistorische tijd. De oudste vondsten gaan terug tot het paleolithicum. Daarnaast werden vondsten uit het neolithicum en de ijzertijd gedaan. In 1910 werd een Romeinse begraafplaats blootgelegd en werden Romeinse munten gevonden. In de middeleeuwen was Kinrooi een gehucht in de rijksheerlijkheid Kessenich. Vlak bij de Sint-Martinuskerk werd in 1474 een kluizenarij opgericht, maar al in 1495 werd ze verlaten. In de 17e eeuw werd net bezuiden Kinrooi een schans opgericht, aan de huidige Schansstraat.
In 1842 werd Kinrooi een parochie en in 1845 een gemeente (zie Herindeling van de Drie Eijghen). In 1848 werd in de Sevensstraat de dichter Theodoor Sevens geboren, die zijn naam gaf aan de bibliotheek. In 1865 startte het kanaliseren van de rivieren en het graven van beken zoals de Lossing. Hierdoor kon men een aanzienlijke oppervlakte drasland cultiveren. Belangrijke landbouwactiviteiten zijn de melkveehouderij (vandaar de oprichting van de coöperatieve zuivelfabriek "Sint-Gerlachus" in 1896), vanaf eind 20e eeuw de aspergeteelt.
Ten gevolge van de Eenheidswet stelde het ministerie van Binnenlandse Zaken eind jaren 1960 de fusie van Kessenich, Ophoven, Maaseik en Elen voor. Onder andere in Kessenich werd dit tegengehouden, waar een volksraadpleging uitwees dat 94% van de bevolking geen fusie wilde. In maart 1970 werkte Binnenlandse Zaken een fusie met Kinrooi, Ophoven en Molenbeersel uit, waarop Kessenich de fusie met Maaseik verkoos. Toch was de nieuwe gemeente per 18 september 1971 een feit. Hoofdplaats werd het centraal gelegen Kinrooi. Op het geografische middelpunt van de gemeente werd het huidige gemeentehuis gebouwd.

## Geografie

### Deelgemeenten
De gemeente Kinrooi bestaat uit de volgende vier deelgemeenten.
| # | Naam         | Opp. (km²) | Inwoners (2020) | Inwoners per km² | NIS-code |
| - | ------------ | ---------- | --------------- | ---------------- | -------- |
| 1 | Kinrooi      | 10,64      | 3.627           | 341              | 72018A   |
| 2 | Molenbeersel | 20,95      | 3.538           | 169              | 72018B   |
| 3 | Kessenich    | 10,28      | 1.898           | 185              | 72018C   |
| 4 | Ophoven      | 12,93      | 3.130           | 242              | 72018D   |

### Overige kernen
Geistingen is geen deelgemeente maar een kerkdorp dat behoort tot Ophoven.

### Nabijgelegen kernen
Neeroeteren, Maaseik, Tongerlo

## Demografie

### Demografische evolutie voor de fusie
- Bron:NIS - Opm:1831 t/m 1970=volkstellingen op 31 december

### Demografische ontwikkeling van de fusiegemeente
Alle historische gegevens hebben betrekking op de huidige gemeente, inclusief deelgemeenten, zoals ontstaan na de fusie van 1 januari 1977.
- Bronnen:NIS, Opm:1831 tot en met 1981=volkstellingen; 1990 en later= inwonertal op 1 januari

| Inwoners van jaar tot jaar op 1 januari 1992 tot heden | Inwoners van jaar tot jaar op 1 januari 1992 tot heden | Inwoners van jaar tot jaar op 1 januari 1992 tot heden |
| jaar                                                   | Aantal                                                 | Evolutie: 1992=index 100                               |
| ------------------------------------------------------ | ------------------------------------------------------ | ------------------------------------------------------ |
| 1992                                                   | 10.936                                                 | 100,0                                                  |
| 1993                                                   | 11.086                                                 | 101,4                                                  |
| 1994                                                   | 11.183                                                 | 102,3                                                  |
| 1995                                                   | 11.269                                                 | 103,0                                                  |
| 1996                                                   | 11.405                                                 | 104,3                                                  |
| 1997                                                   | 11.539                                                 | 105,5                                                  |
| 1998                                                   | 11.634                                                 | 106,4                                                  |
| 1999                                                   | 11.673                                                 | 106,7                                                  |
| 2000                                                   | 11.749                                                 | 107,4                                                  |
| 2001                                                   | 11.844                                                 | 108,3                                                  |
| 2002                                                   | 11.894                                                 | 108,8                                                  |
| 2003                                                   | 11.913                                                 | 108,9                                                  |
| 2004                                                   | 11.928                                                 | 109,1                                                  |
| 2005                                                   | 11.997                                                 | 109,7                                                  |
| 2006                                                   | 11.977                                                 | 109,5                                                  |
| 2007                                                   | 12.098                                                 | 110,6                                                  |
| 2008                                                   | 12.121                                                 | 110,8                                                  |
| 2009                                                   | 12.156                                                 | 111,2                                                  |
| 2010                                                   | 12.227                                                 | 111,8                                                  |
| 2011                                                   | 12.279                                                 | 112,3                                                  |
| 2012                                                   | 12.252                                                 | 112,0                                                  |
| 2013                                                   | 12.338                                                 | 112,8                                                  |
| 2014                                                   | 12.373                                                 | 113,1                                                  |
| 2015                                                   | 12.348                                                 | 112,9                                                  |
| 2016                                                   | 12.309                                                 | 112,6                                                  |
| 2017                                                   | 12.277                                                 | 112,3                                                  |
| 2018                                                   | 12.233                                                 | 111,9                                                  |
| 2019                                                   | 12.174                                                 | 111,3                                                  |
| 2020                                                   | 12.206                                                 | 111,6                                                  |
| 2021                                                   | 12.216                                                 | 111,7                                                  |
| 2022                                                   | 12.258                                                 | 112,1                                                  |
| 2023                                                   | 12.330                                                 | 112,7                                                  |
| 2024                                                   | 12.406                                                 | 113,4                                                  |
| 2025                                                   | 12.527                                                 | 114,5                                                  |

## Politiek

### Structuur
De gemeente Kinrooi ligt in het kieskanton Maaseik, het provinciedistrict Maasmechelen en het kiesarrondissement Limburg.
| Kinrooi          | Kinrooi          | Supranationaal         | Nationaal                         | Nationaal          | Gemeenschap       | Gewest            | Provincie         | Arrondissement           | Provinciedistrict | Kanton          | Gemeente        |
| ---------------- | ---------------- | ---------------------- | --------------------------------- | ------------------ | ----------------- | ----------------- | ----------------- | ------------------------ | ----------------- | --------------- | --------------- |
| Administratief   | Niveau           | Europese Unie          | België                            | België             | Vlaanderen        | Vlaanderen        | Limburg           | Maaseik                  | Maaseik           | Maaseik         | Maaseik         |
| Administratief   | Bestuur          | Europese Commissie     | Belgische regering                | Belgische regering | Vlaamse regering  | Vlaamse regering  | Deputatie         | Deputatie                | Deputatie         | Deputatie       | Gemeentebestuur |
| Administratief   | Raad             | Europees Parlement     | Kamer van volksvertegenwoordigers | Vlaams Parlement   | Vlaams Parlement  | Vlaams Parlement  | Provincieraad     | Provincieraad            | Provincieraad     | Provincieraad   | Gemeenteraad    |
| Kiesomschrijving | Kiesomschrijving | Nederlands Kiescollege | Kieskring Limburg                 | Kieskring Limburg  | Kieskring Limburg | Kieskring Limburg | Kieskring Limburg | Hasselt-Tongeren-Maaseik | Maasmechelen      | Maaseik         | Kinrooi         |
| Verkiezing       | Verkiezing       | Europese               | Federale                          | Federale           | Vlaamse           | Vlaamse           | Provincieraads-   | Provincieraads-          | Provincieraads-   | Provincieraads- | Gemeenteraads-  |

### Politieke Geschiedenis

#### (Voormalige) Burgemeesters
| Tijdspanne | Tijdspanne   | Burgemeester                    |
| ---------- | ------------ | ------------------------------- |
|            | 1845 - 1847  | C. Symkens                      |
|            | 1847 - 1861  | J. Bruijnen                     |
|            | 1861 - 1879  | L. Opdekamp                     |
|            | 1879 - 1885  | F. Scheijmans                   |
|            | 1885 - 1891  | H. Tijskens                     |
|            | 1891 - 1916  | G. Bosmans                      |
|            | 1916 - 1919  | L. Lemmens                      |
|            | 1919 - 1947  | G. Teuwen                       |
|            | ...          |                                 |
|            | 1971 - 1983  | Gaspard Coolen (GBK)            |
|            | 1983 - 1988  | Theo Schoofs (GBK)              |
|            | 1989 - 1994  | Hubert Brouns (CVP)             |
|            | 1995 - 2000  | Theo Schoofs (VLD)              |
|            | 2001 - 2012  | Hubert Brouns (CD&V)            |
|            | 2013 - heden | Jo Brouns (CD&V - titelvoerend) |
|            | 2022 - 2024  | Wim Rutten (CD&V - waarnemend)  |
|            | 2024 - heden | Peter Nies (CD&V - waarnemend)  |

#### Legislatuur 2019 - 2024
In 2013 werd Jo Brouns (CD&V) een eerste maal benoemd tot burgemeester, in opvolging van zijn vader. Hij leidde in de legislatuur 2013-2018 een coalitie bestaande uit CD&V en sp.a. Samen vormden ze een meerderheid van 16/23 zetels. Bij de verkiezingen van 2018 slaagde de CD&V er in hun reeds eerdere absolute meerderheid nog te versterken in de gemeenteraad en nam de partij als enige het bestuur over.  Brouns begon aan zijn tweede mandaat als burgemeester. Nadat hij op 18 mei 2022 het mandaat opnam als Vlaamse minister van Economie, Innovatie, Werk, Sociale Economie en landbouw, trad Brouns tijdelijk terug als burgemeester, en werd partijgenoot en schepen Wim Rutten waarnemend burgemeester.

#### Legislatuur 2024 - 2030
Bij de verkiezingen van oktober 2024 versterkte CD&V haar absolute meerderheid naar 17 op 23 zetels. Jo Brouns bleef vanwege zijn ministerschap in de Vlaamse regering titelvoerend burgemeester, zijn partijgenoot Peter Nies werd in zijn plaats waarnemend burgemeester.

#### Resultaten gemeenteraadsverkiezingen sinds 1976
| Partij of kartel     | Partij of kartel               | 10-10-1976 | 10-10-1976 | 10-10-1982 | 10-10-1982 | 9-10-1988 | 9-10-1988 | 9-10-1994 | 9-10-1994 | 8-10-2000 | 8-10-2000 | 8-10-2006 | 8-10-2006 | 14-10-2012 | 14-10-2012 | 14-10-2018 | 14-10-2018 | 13-10-2024 | 13-10-2024 |
| Stemmen / Zetels     | Stemmen / Zetels               | %          | 21         | %          | 21         | %         | 21        | %         | 21        | %         | 21        | %         | 21        | %          | 23         | %          | 23         | %          | 23         |
| -------------------- | ------------------------------ | ---------- | ---------- | ---------- | ---------- | --------- | --------- | --------- | --------- | --------- | --------- | --------- | --------- | ---------- | ---------- | ---------- | ---------- | ---------- | ---------- |
|                      | CVP1 / CD&V2                   | 30,021     | 6          | 41,711     | 9          | 44,321    | 11        | 43,81     | 10        | 55,411    | 13        | 62,402    | 15        | 51,722     | 14         | 61,12      | 16         | 67,72      | 17         |
|                      | PVV1 / VLD2 / Open Vld3 / GBK4 | -          |            | -          |            | 10,071    | 1         | 37,882    | 9         | 26,362    | 6         | 17,462    | 3         | 8,963      | 1          | 10,04      | 1          | -          |            |
|                      | SP1 / sp.a2 / Vooruit3         | -          |            | -          |            | -         |           | 11,211    | 2         | 12,571    | 2         | 11,092    | 2         | 12,472     | 2          | 11,42      | 2          | 9,43       | 1          |
|                      | N-VA                           | -          |            | -          |            | -         |           | -         |           | -         |           | -         |           | 26,86      | 6          | 17,5       | 4          | 22,9       | 5          |
|                      | Vlaams Blok1 / Vlaams Belang2  | -          |            | -          |            | -         |           | -         |           | 5,671     | 0         | 9,052     | 1         | -          |            | -          |            | -          |            |
|                      | GBK1 / NIEUW2                  | 53,131     | 12         | 46,581     | 10         | 39,21     | 9         | 7,112     | 0         | -         |           | -         |           | -          |            | -          |            | -          |            |
|                      | OVP                            | 16,85      | 3          | 11,71      | 2          | 6,41      | 0         | -         |           | -         |           | -         |           | -          |            | -          |            | -          |            |
| Totaal stemmen       | Totaal stemmen                 | 5810       | 5810       | 6792       | 6792       | 7386      | 7386      | 7595      | 7595      | 7916      | 7916      | 8031      | 8031      | 8041       | 8041       | 8027       | 8027       | 4848       | 4848       |
| Opkomst %            | Opkomst %                      |            |            |            |            | 98,62     | 98,62     | 98,01     | 98,01     | 97,11     | 97,11     | 97,51     | 97,51     | 95,97      | 95,97      | 95,3       | 95,3       | 59,7       | 59,7       |
| Blanco en ongeldig % | Blanco en ongeldig %           | 3,06       | 3,06       | 5,43       | 5,43       | 4,12      | 4,12      | 3,9       | 3,9       | 3,49      | 3,49      | 3,57      | 3,57      | 5,45       | 5,45       | 5,8        | 5,8        | 1,8        | 1,8        |

De zetels van de gevormde coalitie staan in het vet

## Bezienswaardigheden

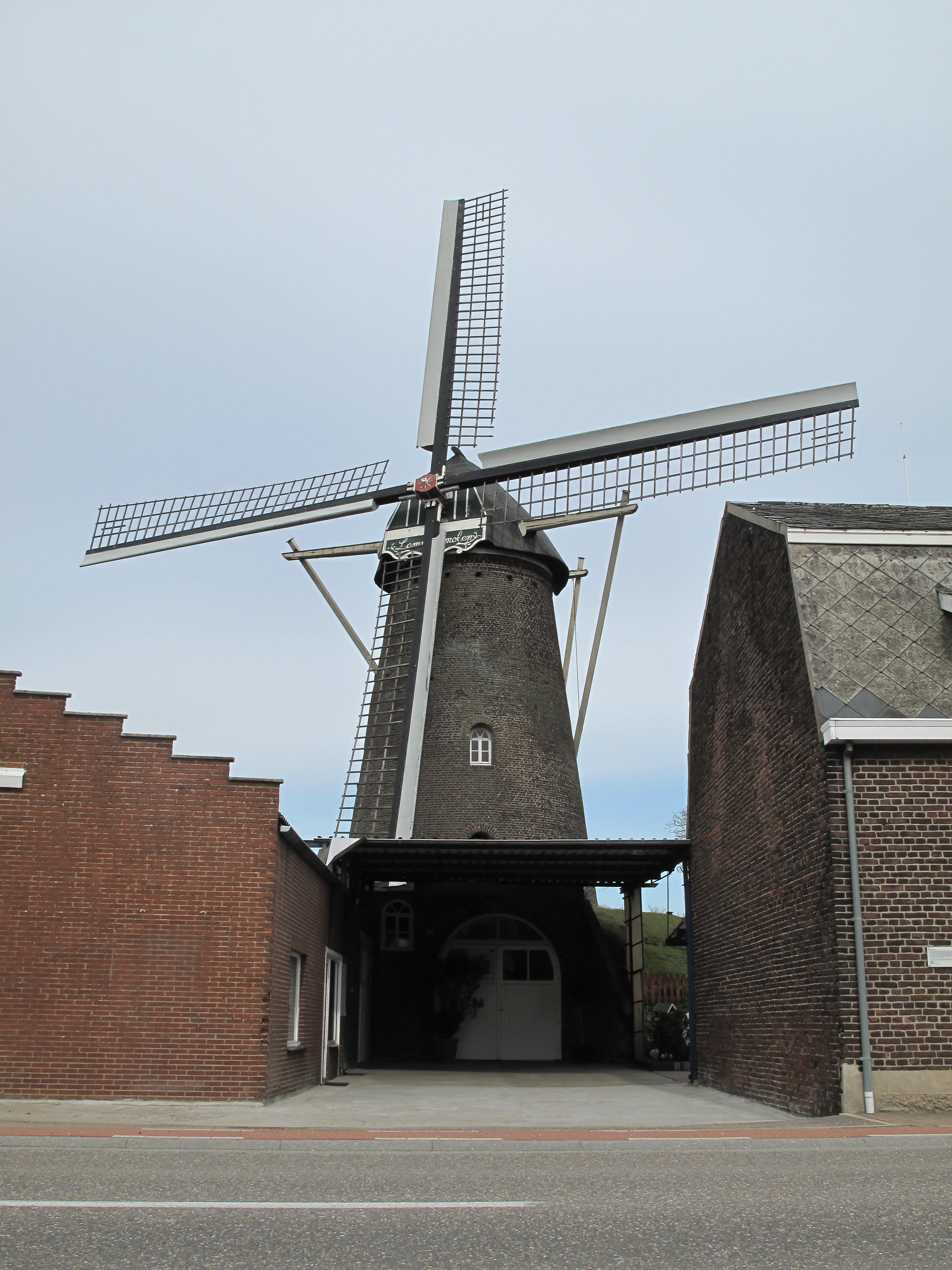
Lemmensmolen

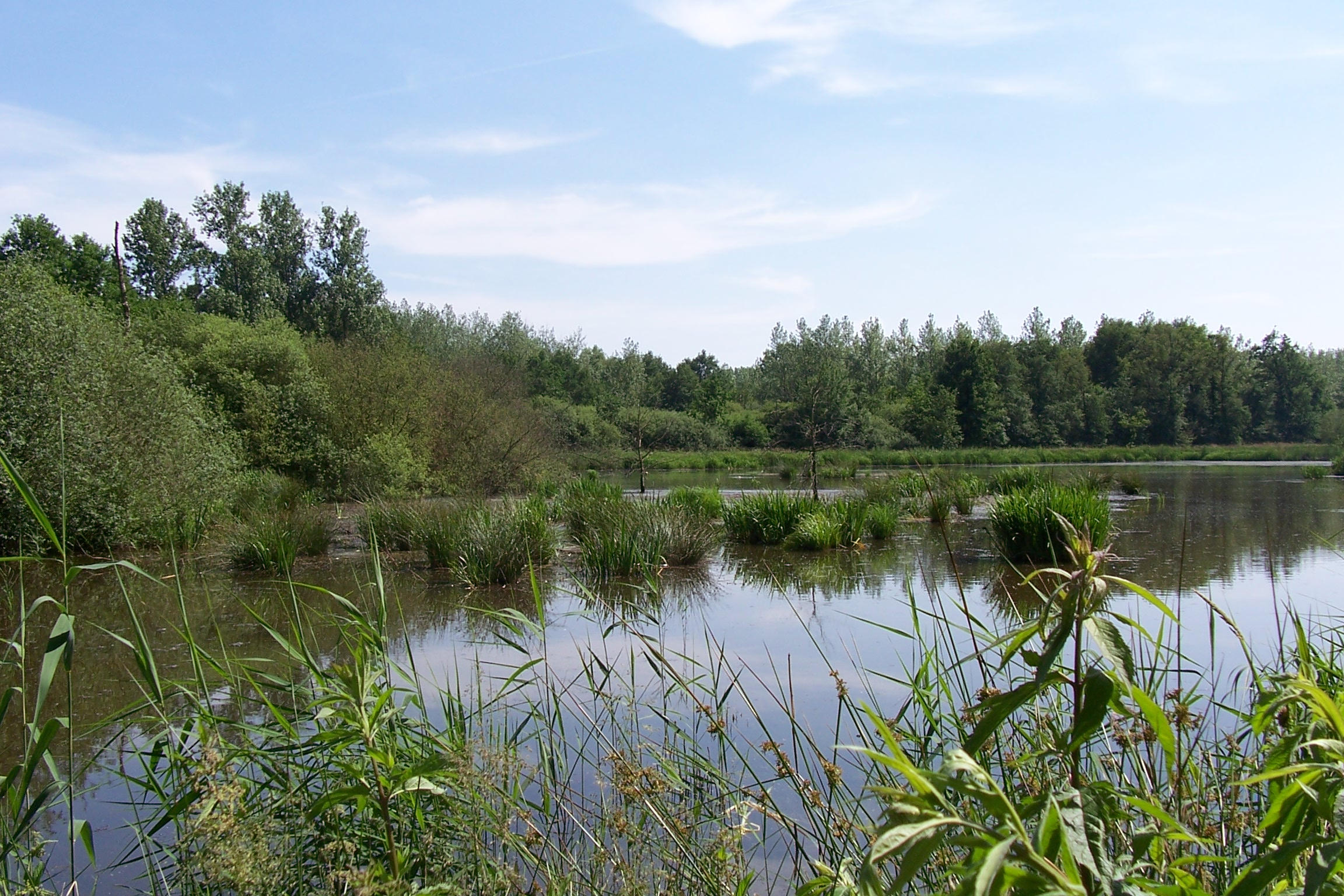
Natuurgebied "de Zig"

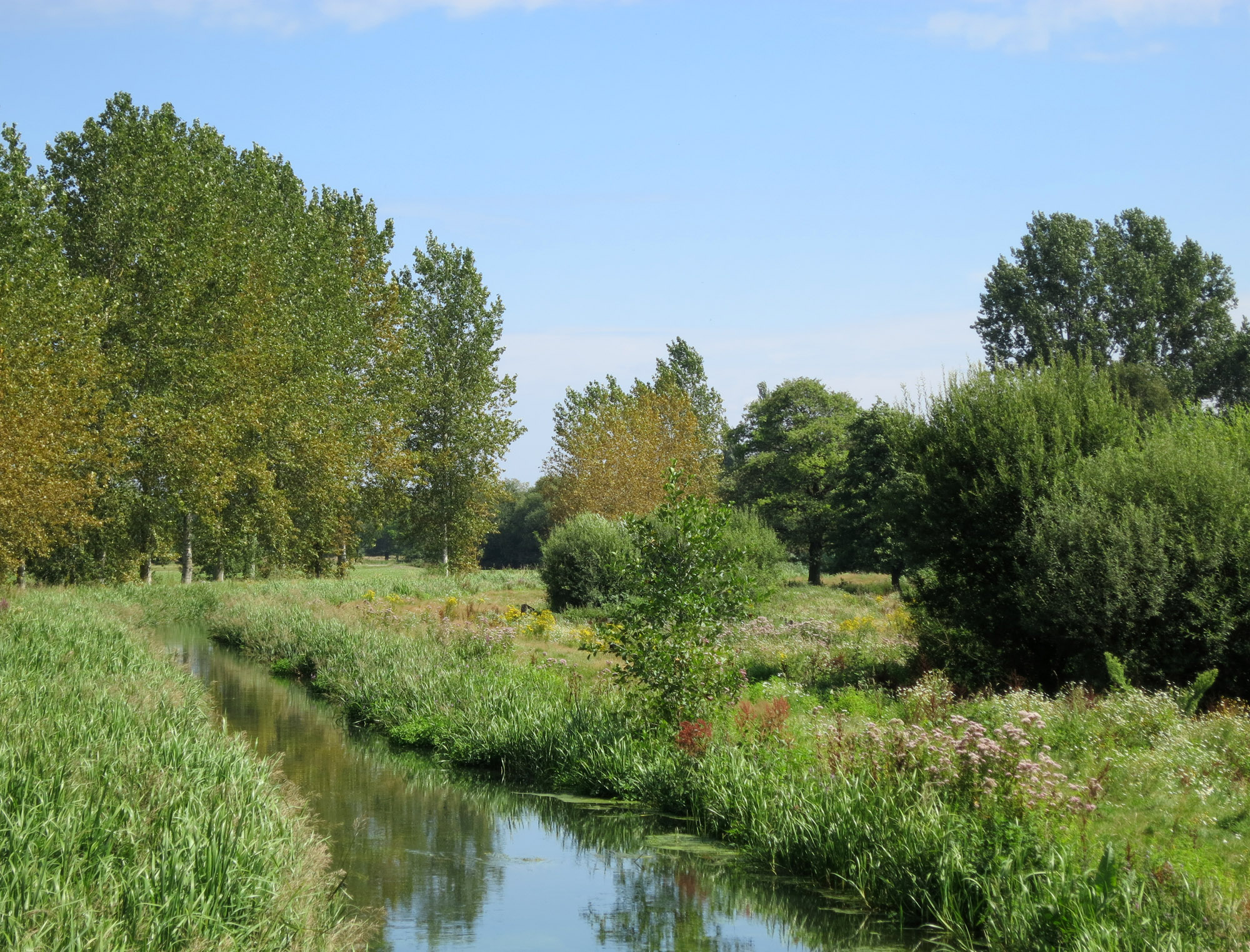
Kempen-Broek

- Lemmensmolen, een ronde stenen beltmolen uit 1856
- De Sint-Martinuskerk, een neogotisch bouwwerk uit 1853
- Het geboortehuis van de Vlaamse schrijver en historicus Theodoor Sevens (Kinrooi,16 mei 1848 - Kortrijk, 10 april 1927) aan de Sevensstraat, met gedenksteen

## Natuur en landschap

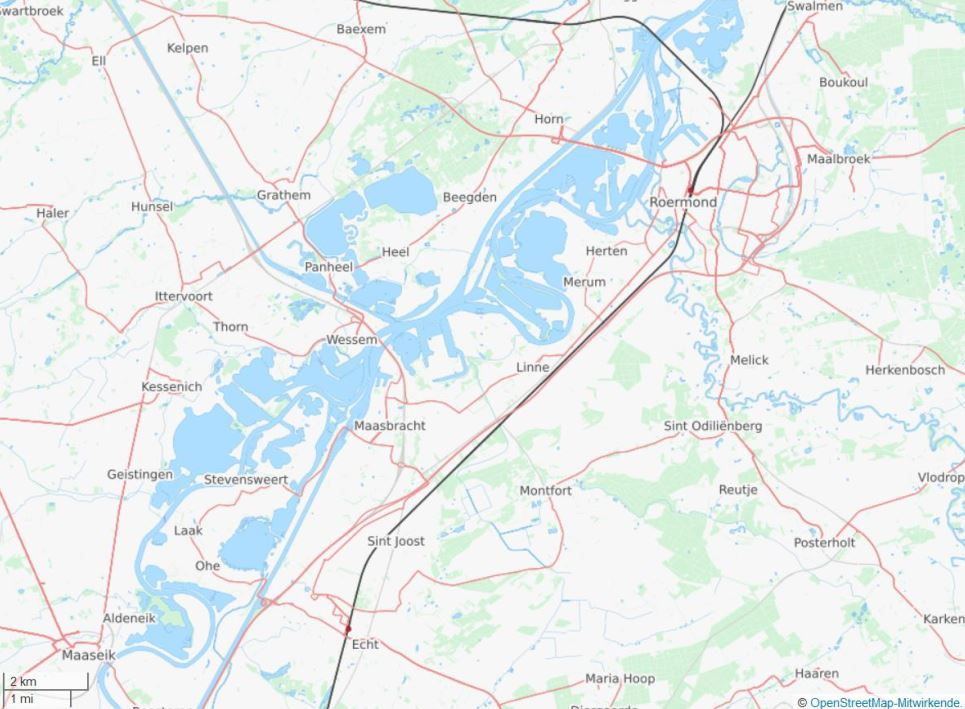
De Maasplassen

Kinrooi ligt op de Vlakte van Bocholt, op 34 meter hoogte. De belangrijkste waterlopen zijn de Lossing (de huidige benedenloop van de Abeek) en de Itterbeek. Langs de Lossing liggen de natuurgebieden de Zig en de Goort, die deel uitmaken van het Kempen-Broek. Ten zuiden van het dorp liggen het Batven en het Deunsven, twee voormalige veengebieden. Hiervan blijven twee vijvers over; verder zijn ze drooggelegd en hetzij gecultiveerd hetzij beplant. Inheemse planten zijn de wilde gagel, veenpluis en snavelzegge.
In de tweede helft van de 19e eeuw was het landschap van Kinrooi een inspiratiebron voor landschapsschilders als Alphonse Asselbergs en Joseph Coosemans, die beiden tot de Genkse School gerekend worden. Ze zochten Kinrooi meermaals op en vereeuwigden vooral de moerassige heidevennen op doek.
De Maasplassen ontstonden vanaf de jaren 1950 ten gevolge van grootschalige grindwinning. In 2010 liep de grindwinning ten einde; deze meren zijn nadien aangepast voor watersport, natuur en landbouw. In Ophoven bevindt zich de jachthaven "de Spaanjerd".

## Cultuur

### Wapen
Het wapenschild van de fusiegemeente werd in 1987 aangenomen. De linkerhelft toont de rood-gele balken van het graafschap Loon, dat fungeerde als leenheer van het graafschap Horn (waarin Ophoven en Geistingen) en als voogd van het Luiks vrijdorp Neeritter (waarin Molenbeersel). De rechterhelft toont de Duitse adelaar, verwijzend naar de rijksheerlijkheid Kessenich (waarin Kessenich en Kinrooi). Sint-Lambertus, de patroonheilige van Geistingen en Neeritter, is schildhouder.

### Evenementen
- carnavalsstoeten
  - De Ertesjieters van Kessenich
  - De Gaaplepels van Molenbeersel
  - De Rabbedabbers van Kinrooi
  - De Zweitsökskes van Ophoven
- Opentuindagen
- Fietshappeningen
  - Bokkerieje: een fietsralley langs de mooiste plekjes van het Maasland
  - Tuin- en wijnroute: een fietsroute langs alle opengestelde tuinen in de hele gemeente, gecombineerd met het Geistinger Wijnfeest
- Wijnproeverij bij de wijnmakersgilde "de Maasvallei" (Geistingen) en het wijnhuis "Hoogveld" (Kinrooi)
- Malbroek verbranden (Kessenich): het verbranden van een strooien pop die de gehate John Churchill voorstelt
- Putvegen (Kessenich): nog steeds wordt de Willibrordusbron (de voormalige doopput) jaarlijks ceremonieel gereinigd door de schutterij
- Molenfeesten (Keijersmolen, Molenbeersel): een volksfeest met diverse attracties, optredens, streekgerechten enz.
- Het rock- en metalfestival "Pepelrock" (Molenbeersel)
- Kermishappening (Molenbeersel): kermis met wielerwedstrijd en diverse festiviteiten en live-muziek gedurende een heel weekend
- Sint-Maartensvuur (alle kerkdorpen)

## Mobiliteit

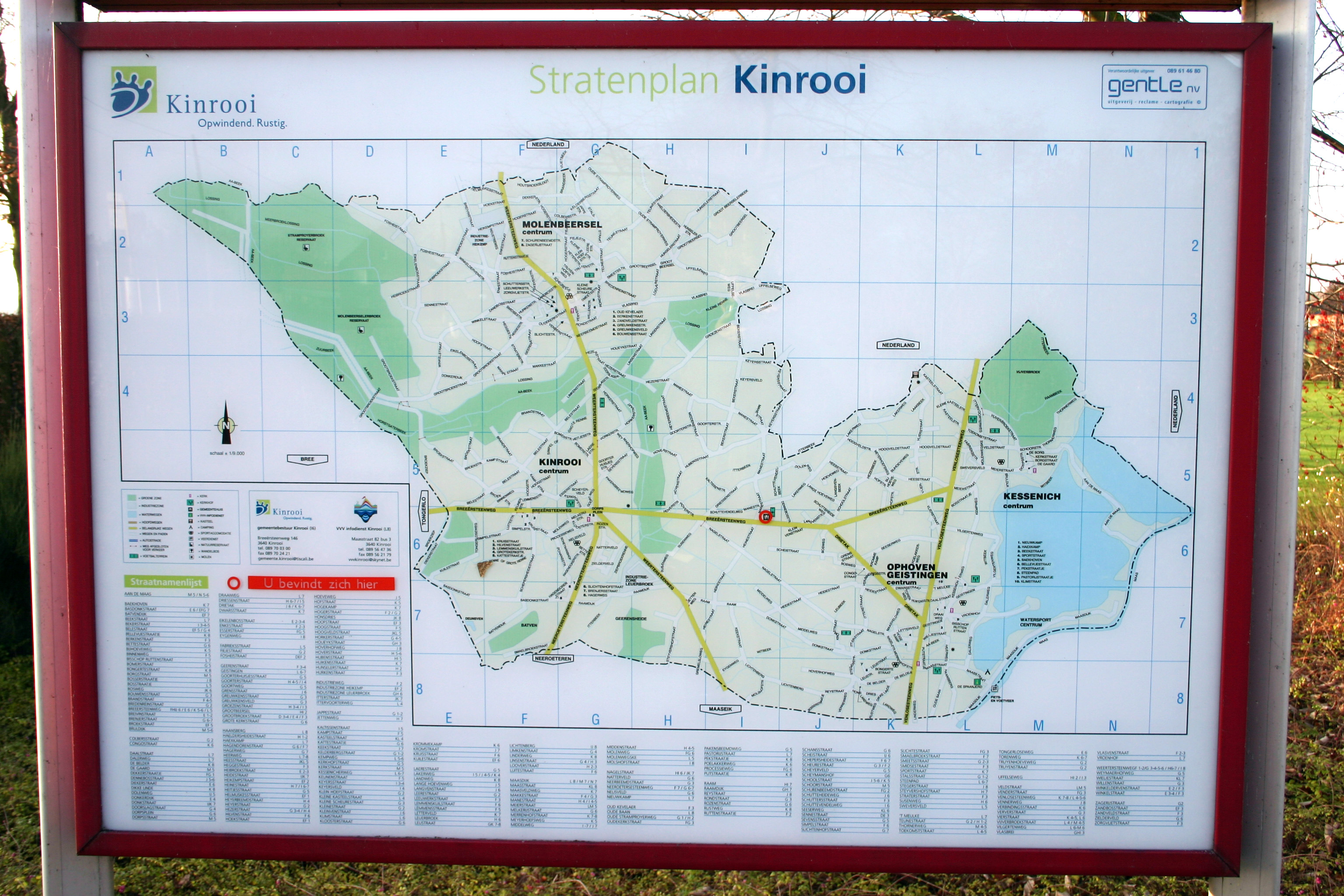
Stratenplan

Vanuit Kinrooi vertrekken nationale wegen in vijf richtingen, namelijk de N762 naar Weert en Maaseik, de N73 naar Bree en Kessenich en tot slot de N757 naar Neeroeteren. De N762 was van 1910 tot 1936 voorzien van een tramlijn. Aanvankelijk kwamen deze wegen allen samen op de plaats van de huidige rotonde; dit kruispunt werd beheerst door een bunker die in de jaren 1960 werd afgebroken.
Er is een uitgebreid bewegwijzerd fietsroute- en wandelwegennetwerk. Met de veerverbinding "de Walborgh" kunnen wandelaars en fietsers in Ophoven de Maas gratis oversteken naar Stevensweert.

## Geboren in Kinrooi
- Theo Schoofs (1935-2023), politicus en burgemeester